# У име оца
У име оца (енгл. In the Name of the Father) је биографски криминалистичко-драмски филм из 1993. године у режији Џима Шеридана. Филм је заснован на истинитој причи о Гилфордској четворци, четворо људи који су лажно оптужени и осуђени за бомбашки напад у пабу у Гилфорду 1974. године, у којем су погинула четворица британских војника ван дужности и један цивил. Сценарио су адаптирали Тери Џорџ и Џим Шеридан на основу аутобиографије Џерија Конлона из 1990. године, Proved Innocent: The Story of Gerry Conlon of the Guildford Four.
Филм је зарадио 65 милиона долара на биоскопским благајнама и добио је изузетно позитивне рецензије критичара. Био је номинован за седам Оскара, укључујући оне за најбољег глумца (Данијел Деј-Луис), најбољег споредног глумца (Пит Постлвејт), најбољу споредну глумицу (Ема Томпсон), најбољег редитеља и најбољи филм.

## Радња
У Белфасту, Џерија Конлона⁠ британске безбедносне снаге замењују за снајперисту ИРА-е и прогоне га све док не избије неред. Џерија његов отац Ђузепе шаље у Лондон да га заштити од могућих репресалија ИРА-е.
Једне вечери, Џери упада у стан једне проститутке и краде 700 фунти. Док се дрогирао у парку са својим пријатељем Полом Хилом и бескућником Чарлијем Берком, у експлозији у Гилфорду погинула су четири војника и један цивил. Након повратка у Белфаст, Џерија хапсе британска војска и Краљевска полиција Алстера⁠ под оптужбом за тероризам.
Џери бива пребачен у Енглеску, где он и Пол, заједно са још двоје људи, добијају надимак Гилфордска четворка и бивају подвргнути полицијској тортури током испитивања. Иако се у почетку изјаснио да није крив, Џери потписује признање након што је полиција запретила да ће убити његовог оца; он је заузврат ухапшен заједно са осталим члановима породице Конлон. На суђењу, иако бранилац указује на бројне недоследности у полицијској истрази, Џери и остали чланови Гилфордске четворке осуђени су на доживотну робију.
Док су у затвору, Џерију и Ђузепеу прилази новајлија Џо Макендру. Он их обавештава да је он прави извршилац напада и да је ту чињеницу признао полицији, али су они тај податак држали у тајности како не би угрозили свој имиџ. Иако Џери саосећа са Џоом, његов став се мења након што Џо живог спали једног од чувара током побуне. Ђузепе умире у затвору, а Џери сам наставља борбу за правду.
Ђузепеова адвокаткиња Гарет Пирс, која је истраживала случај у Ђузепеово име, открива виталне доказе који ослобађају Џерија на основу изјаве Чарлија Берка. Након жалбе, Џери и остали чланови Гилфордове четворке су пуштени на слободу.
Филм се завршава приказом тренутних живота неправедно оптужених, као и напоменом да полицајци који су водили истрагу никада нису били кривично гоњени због било каквог недела. Прави починиоци бомбашког напада у Гилфорду никада нису били оптужени за тај злочин.

## Улоге
| Глумац           | Улога                         |
| ---------------- | ----------------------------- |
| Данијел Деј-Луис | Џери Конлон                   |
| Пит Постлвејт    | Ђузепе Конлон                 |
| Ема Томпсон      | Гарет Пирс                    |
| Џон Линч         | Пол Хил                       |
| Корин Редгрејв   | инспектор Роберт Диксон       |
| Бити Едни        | Керол Ричардсон               |
| Џон Бенфилд      | полицајац Баркер              |
| Патерсон Џозеф   | Бенбеј                        |
| Мари Џоунс       | Сара Конлон                   |
| Џералд Максорли  | детектив Пејвис               |
| Френк Харпер     | Рони Смолс                    |
| Марк Шепард      | Патрик Џозеф „Пади” Армстронг |
| Дон Бејкер       | Џо Макендру                   |
| Том Вилкинсон    | тужилац                       |
| Ентони Брофи     | Дени                          |